# France aux Jeux olympiques d'été de 1976
L'équipe de France olympique participe aux Jeux olympiques d'été de 1976 à Montréal. Elle y remporte neuf médailles : deux en or, trois en argent et quatre en bronze, se situant à la seizième place des nations au tableau des médailles. Le cycliste Daniel Morelon est le porte-drapeau d'une délégation française comptant 207 sportifs (179 hommes et 28 femmes).

## Bilan général
| Place | Sport         | Médaille d'or, Jeux olympiques | Médaille d'argent, Jeux olympiques | Médaille de bronze, Jeux olympiques | Total |
| 1     | Athlétisme    | 1                              | 0                                  | 0                                   | 1     |
| 1     | Equitation    | 1                              | 0                                  | 0                                   | 1     |
| 3     | Escrime       | 0                              | 1                                  | 2                                   | 3     |
| 4     | Cyclisme      | 0                              | 1                                  | 0                                   | 1     |
| 4     | Haltérophilie | 0                              | 1                                  | 0                                   | 1     |
| 5     | Gymnastique   | 0                              | 0                                  | 1                                   | 1     |
| 5     | Judo          | 0                              | 0                                  | 1                                   | 1     |
| Total | Total         | 2                              | 3                                  | 4                                   | 9     |

## Liste des médaillés français

### Médailles d'or
| Sport              | Discipline                   | Sportifs                                            | Performance |
| Médailles d'or : 2 |                              |                                                     |             |
| Athlétisme         | 110 m haies (H)              | Guy Drut                                            | 13 s 30     |
| Équitation         | Saut d'obstacles par équipes | Hubert Parot Michel Roche Marc Roguet Marcel Rozier |             |

### Médailles d'argent
| Sport                  | Discipline              | Sportifs                                                                                           | Performance |
| Médailles d'argent : 3 |                         | |             |
| Cyclisme sur piste     | Vitesse (H)             | Daniel Morelon                                                                                     |             |
| Escrime                | Fleuret par équipes (F) | Brigitte Gapais-Dumont Claudie Herbster-Josland Brigitte Gaudin Christine Muzio Véronique Trinquet |             |
| Haltérophilie          | 67,5 kg (H)             | Daniel Senet                                                                                       |             |

### Médailles de bronze
| Sport                   | Discipline             | Sportifs                                                                        | Performance |
| Médailles de bronze : 4 |                        |                                                                                 |             |
| Escrime                 | Fleuret (H)            | Bernard Talvard                                                                 |             |
| Escrime                 | Fleuret par équipe (H) | Didier Flament Christian Noël Frédéric Pietruszka Daniel Revenu Bernard Talvard |             |
| Gymnastique             | Barre fixe (H)         | Henri Boerio                                                                    |             |
| Judo                    | 70 kg (H)              | Patrick Vial                                                                    |             |

## Engagés français par sport

### Athlétisme
| Épreuve           | Hommes | Femmes                                                                            |
| ----------------- | --- | --------------------------------------------------------------------------------- |
| 100 m             | Gilles Échevin : 1/4 de finale Jean-Claude Amoureux : 1er tour Dominique Chauvelot : 1er tour                      | Sylviane Telliez : 1/4 de finale                                                  |
| 200 m             | Joseph Arame : 1/4 de finale Jean Mayer : 1/4 de finale                                                            | Chantal Réga : finale (8e place) Catherine Delachanal : 1/4 de finale             |
| 800 m             | José Marajo : 1er tour Marcel Philippe : 1er tour Roqui Sanchez : 1er tour                                         |                                                                                   |
| 1 500 m           | Francis Gonzalez : séries                                                                                          |                                                                                   |
| 5 000 m           | Jean Conrath : séries Jacky Boxberger : séries                                                                     |                                                                                   |
| 10 000 m          | Jean-Paul Gomez : finale, (9e place) Lucien Rault : séries Pierre Lévisse : séries                                 |                                                                                   |
| Marathon          | Fernand Kolbeck : 34e                                                                                              |                                                                                   |
| 20 km marche      | Gérard Lelièvre : 9e                                                                                               |                                                                                   |
| 100 m haies       | | Nadine Prévost : 1/2 finales                                                      |
| 110 m haies       | Guy Drut : Médaille d'or (13 s 30) · Jean-Pierre Corval : 1/2 de finale                                            |                                                                                   |
| 400 m haies       | Jean-Claude Nallet : 1/2 de finale Jean-Pierre Perrinelle : 1/2 de finale                                          |                                                                                   |
| 3 000 m steeple   | Jean-Paul Villain : séries                                                                                         |                                                                                   |
| 4 x 100 m         | Jean-Claude Amoureux, Joseph Arame, Lucien Sainte-Rose, Dominique Chauvelot : finale (7e place)                    | Chantal Corbrejaud, Catherine Delachanal, Chantal Réga, Sylviane Telliez : séries |
| 4 x 400 m         | Hugues Roger, Daniel Vélasques, Francis Kerbiriou, Hector Llatser : séries                                         |                                                                                   |
| Saut en hauteur   | Jacques Aletti : qualifications Paul Poaniewa : qualifications                                                     | Marie-Christine Debourse : finale (15e place)                                     |
| Saut à la perche  | Patrick Abada : finale (4e place) Jean-Michel Bellot : finale (7e place) François Tracanelli : finale (non classé) |                                                                                   |
| Saut en longueur  | Jacques Rousseau : finale (4e place) Philippe Deroche : qualifications                                             |                                                                                   |
| Triple-saut       | Bernard Lamitié : finale (11e place)                                                                               |                                                                                   |
| Lancer du poids   | Yves Brouzet : qualifications                                                                                      |                                                                                   |
| Lancer du marteau | Jacques Accambray : finale (9e place)                                                                              |                                                                                   |
| Décathlon         | Philippe Bobin : 14e Gilles Gémise-Fareau : 17e                                                                    |                                                                                   |

### Aviron
17 rameurs (14 hommes et 3 femmes) français se qualifient pour les Jeux olympiques de 1976 :
- Annick Anthoine
- Jean-Jacques Mulot
- Françoise Wittington
- Roland Weill
- Roland Thibaut
- Jean-Noël Ribot
- Josiane Rabiller
- Patrick Morineau
- Jean-Michel Izart
- Charles Imbert
- Jean-Pierre Huguet-Balent
- Lionel Girard
- Antoine Gambert
- Yves Fraisse
- Serge Fornara
- Jean-Claude Coucardon
- Bernard Bruand

### Boxe
- Aldo Cosentino
- Serge Thomas
- Hocine Tafer
- Jean-Claude Ruiz
- Jean-Pierre Malavasi
- José Leroy

### Canoë-kayak
13 sportifs (10 hommes et 3 femmes) français se qualifient pour les Jeux olympiques de 1976 :
- Alain Lebas
- Jean-Paul Hanquier
- Jean-Paul Cézard
- Jean-François Millot
- Anne-Marie Loriot
- Roland Iche
- Patrick Genestier
- Sylvaine Deltour
- Gérald Delacroix
- Antoine Cipriani
- Françoise Bonetat
- Bruno Bicocchi
- Alain Acart

### Cyclisme
- Éric Vermeulen
- Pierre Trentin
- Jean-Michel Richeux
- Jean-Jacques Rebière
- Jean-Paul Maho
- Christian Jourdan
- Loïc Gautier
- Francis Duteil
- Claude Buchon
- Jean-Marcel Brouzes
- Paul Bonno
- René Bittinger
- Jean-René Bernaudeau
- Daniel Morelon

### Équitation
- Jean Valat
- Thierry Touzaint
- Jean-Yves Touzaint
- Dominique d'Esmé
- Dominique Bentejac
- Marcel Rozier
- Marc Roguet
- Michel Roche
- Hubert Parot

### Escrime
- Philippe Riboud
- Patrick Quivrin
- Jacques Ladègaillerie
- François Jeann
- Bernard Dumont
- Régis Bonnissent
- Philippe Boisse
- Philippe Bena
- Daniel Revenu
- Frédéric Pietruszka
- Christian Noël
- Didier Flament
- Véronique Trinquet
- Christine Muzio
- Brigitte Latrille-Gaudin
- Claudie Herbster-Josland
- Brigitte Gapais-Dumont
- Bernard Talvard

### Football
- Alexandre Stassievitch
- Jean-Marc Schaer
- Paco Rubio
- Olivier Rouyer
- Michel Pottier
- Michel Platini
- Éric Pécout
- Francis Meynieu
- Jean-Claude Larrieu
- Jean Fernandez
- Michel Cougé
- Claude Chazottes
- Patrick Battiston
- Bruno Baronchelli
- Loïc Amisse

### Gymnastique
Neuf gymnastes français se qualifient pour les Jeux olympiques de 1976 (6 hommes et 3 femmes) dont :
- Henry Boério
- Éric Koloko
- Willy Moy
- Bernard Decoux
- Michel Boutard
- Patrick Boutet
- Martine Audin
- Nadine Audin
- Chantal Seggiaro

### Haltérophilie
- Serge Stresser
- Christian Kinck
- Pierre Gourrier
- Yvon Coussin
- Roland Chavigny
- Jean-Claude Chavigny
- Dominique Bidard
- Daniel Senet

### Judo
- Jean-Luc Rougé
- Yves Delvingt
- Jean-Paul Coche
- Rémi Berthet
- Patrick Vial

### Lutte
Cinq lutteurs français se qualifient pour les Jeux olympiques de 1976 :
- Théodule Toulotte
- Diego Lo Brutto
- André Bouchoule
- Lionel Lacaze
- Michel Grangier

### Natation
- Sylvie Testuz
- Chantal Schertz
- Michel Rousseau
- Colin Ress
- Fabien Noël
- Sylvie Le Noach
- Marc Lazzaro
- Benoît Laffineur
- René Écuyer
- Pascale Ducongé
- Annick de Susini
- Caroline Carpentier
- Serge Buttet
- Lionel Beylot-Bourcelot
- Guylaine Berger
- Pierre Andraca

### Pentathlon moderne
- Claude Guiguet
- Michel Gueguen
- Alain Cortes

### Plongeon
- Joël Suty
- Alain Goosen

### Tir
- André Porthault
- Jacques Pichon
- Jean-François Petitpied
- Élie Penot
- Jean Faggion
- Gilbert Emptaz
- Yves Delnord
- Michel Carrega
- Bernard Blondeau
- Jean Baumann

### Tir à l'arc
- Marie-Christine Ventrillon
- Albert Le Tyrant

### Voile
- Bruno Troublé
- Roger Surmin
- Yves Pajot
- Marc Pajot
- Patrick Oeuvrard
- Serge Maury
- Marc Laurent
- Patrick Haegeli
- Chris de Cazenove
- Bruno de Cazenove